# Shimōsa-Nakayama
Shimōsa-Nakayama (jap. 下総中山駅 Shimōsa-Nakayama-eki) – stacja kolejowa na linii Chūō-Sōbu w Funabashi, Prefektura Chiba. Została otwarta 12 kwietnia 1895.